# اسوره فراشتاد
اسوره فراشتاد (انگلیسی: Sverre Farstad; ۸ فوریهٔ ۱۹۲۰ – ۲۷ مارس ۱۹۷۸) اسکیت‌باز سرعت اهل نروژ بود.